# Jezuitská kolej (Kutná Hora)
Jezuitská kolej v Kutné Hoře je barokní stavba z let 1667–1750 postavená podle návrhu významného italského, v Praze působícího architekta Giovanniho Domenica Orsiho.

## Historie
Již v roce 1624 potvrdil Ferdinand II. Habsburský záměr vybudovat v Kutné Hoře jezuitskou kolej. Jezuité přišli do nekatolické Kutné Hory na pozvání nejvyššího mincmistra a reformačního komisaře Viléma Ilburka z Vřesovic roku 1626. Místo pro kolej však bylo určeno až císařovým dekretem z 18. dubna 1633. Poměrně netypicky nebyla kolej umístěna v centru města, ale za hradbami v prostoru mezi Hrádkem a Chrámem svaté Barbory, nepochybně proto, že v centru města by nebylo možné bez nákladného vykupování měšťanských domů a jejich následných demolic postavit kolej plánované velikosti.
Tak jako v jiných městech využili jezuité i zde zpočátku ke své činnosti stavebně upravené měšťanské domy a stavbu vlastní koleje připravovali především získáváním nutných finančních prostředků. 2. března 1667 uzavřel rektor koleje P. Jan Molitius smlouvu s významným italským, v Praze působícím architektem Giovannim Domenico Orsim. Již 1. října 1666 byla budoucí stavba vyměřena a 8. května byl slavnostně položen základní kámen. Stavba však pro nedostatek finančních prostředků postupovala velmi zvolna. Teprve 1. listopadu 1678 se mohli jezuité nastěhovat do severního křídla. Orsi založil stavbu velmi důkladně, včetně systému odvádění spodní a splaškové vody. Zemina vytěžená při stavbě severního křídla byla užita pro vyrovnání terénu podél východního křídla a vytvoření terasy pro pozdější galerii soch světců. Po smrti Orsiho (1679) pokračovala ve stavbě podle původního plánu stavební huť Carla Luraga. Východní křídlo koleje má délku 180 m a je členěno 33 okenními osami. Roku 1716 byla dokončena nárožní věž proti kostelu sv. Barbory, realizace plánovaného jižního křídla ale neproběhla.
V té době byla již hotova terasa před kolejí. Rozsáhlá sochařská výzdoba, pro kterou je tento prostor přirovnáván ke Karlovu mostu v Praze, byla zhotovena mezi lety 1709–1716. Autorem soch je pravděpodobně jezuitský sochař František Baugut.
Jako poslední bylo vybudováno střední křídlo obsahující kuchyň a v prvním nadzemním patře velký letní refektář. Při rekonstrukci v letech 2004-2010 zde byly odkryty raně barokní nástěnné malby, jejichž autorem je patrně jezuitský malíř Hermann Schmidt. V letech 1721-1733 byla na raně barokních základech středního křídla zbudována věž. Na stavbě tohoto křídla, které se jako jediné odlišuje od Orsiho návrhu, je doložen Kilián Ignác Dientzenhofer. Křídlo bylo dokončeno až kolem roku 1750. Ještě předtím vznikla krytá visutá chodba z koleje do chrámu sv. Barbory. Podle archivních zpráv se v přízemí severního křídla nacházela barokní lékárna se zdobenou klenbou a na blíže neurčeném místě bylo v prvním patře koleje divadlo, které procházelo dvěma podlažími.
Po zrušení řádu roku 1773 sloužila kolej jako vojenská kasárna a špitál. V letech 1776–77, 1843–44 a 1856–58 proběhly další stavební zásahy, při nichž byly především upraveny některé interiéry pro osádku kolem 1000 vojáků a ve dvorním traktu byly přistavěny tři záchodové věže. Výraznou změnou exteriéru pak bylo snesení střední věže, která byla vyšší než obě dochované věže krajní. Odstraněna byla také podklenutá barokní chodba propojující kolej s chrámem svaté Barbory.
Roku 1988 byla Jezuitská kolej rozhodnutím vlády ČR určena jako budoucí sídlo Středočeské galerie. Rozsáhlé archeologické a stavebně-historické průzkumy a rekonstrukce probíhaly v letech 2004-2010, kdy byla Středočeská galerie v Kutné Hoře (GASK) slavnostně otevřena. Během těchto prací byla např. objevena na druhém nádvoří vzácná barokní pec na vápno, která pochází z doby budování koleje.

## Popis
Rozsáhlá budova koleje měla být původně vybudována na souměrném půdorysu ve tvaru písmene E. Protože však nebylo vybudováno jižní křídlo, má budova tvar písmene F.
Vznosná, dvoupatrová budova s nárožními věžemi, jež lze charakterizovat jako čtyřboké se skosenými nárožími, je členěna pomocí raně barokního štukového tvarosloví. Přízemí budovy zaujímá bosáž na kterou nasedají pilastry vysokého řádu, nad nimiž jsou uplatněny úseky kompletního kladí. Okenní osy jsou v prostoru mezi prvním a druhým patrem zdůrazněny vpadlými poli. Členění fasády je dále obohaceno vloženými lisénovými rámy. V přízemí jsou okna vložena do slepé arkády. Horizontálně je průčelí obohaceno zdvojením oken středního a bočních rizalitů.
Interiér koleje je ve všech křídlech řešen jako dvojtrakt s užší průběžnou chodbou situovanou poněkud nezvykle při vnitřním průčelí. Architektonické působení rozměrného hlavního průčelí bylo výrazně pozměněno demolicí střední věže v 19. století.

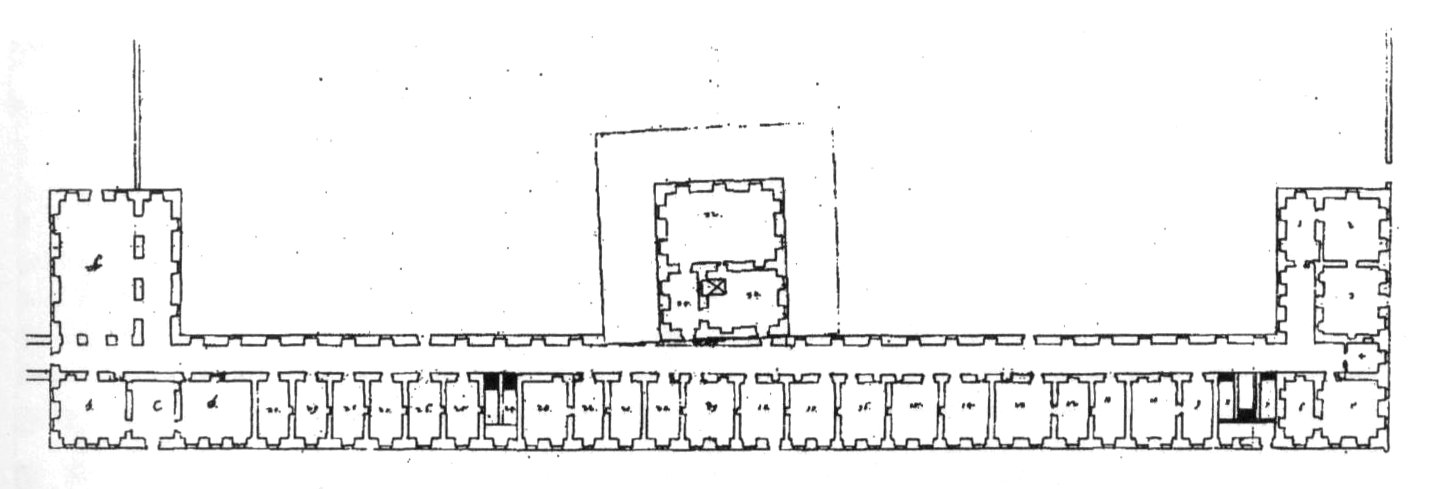
Původní Orsiho plán (půdorys prvního patra)
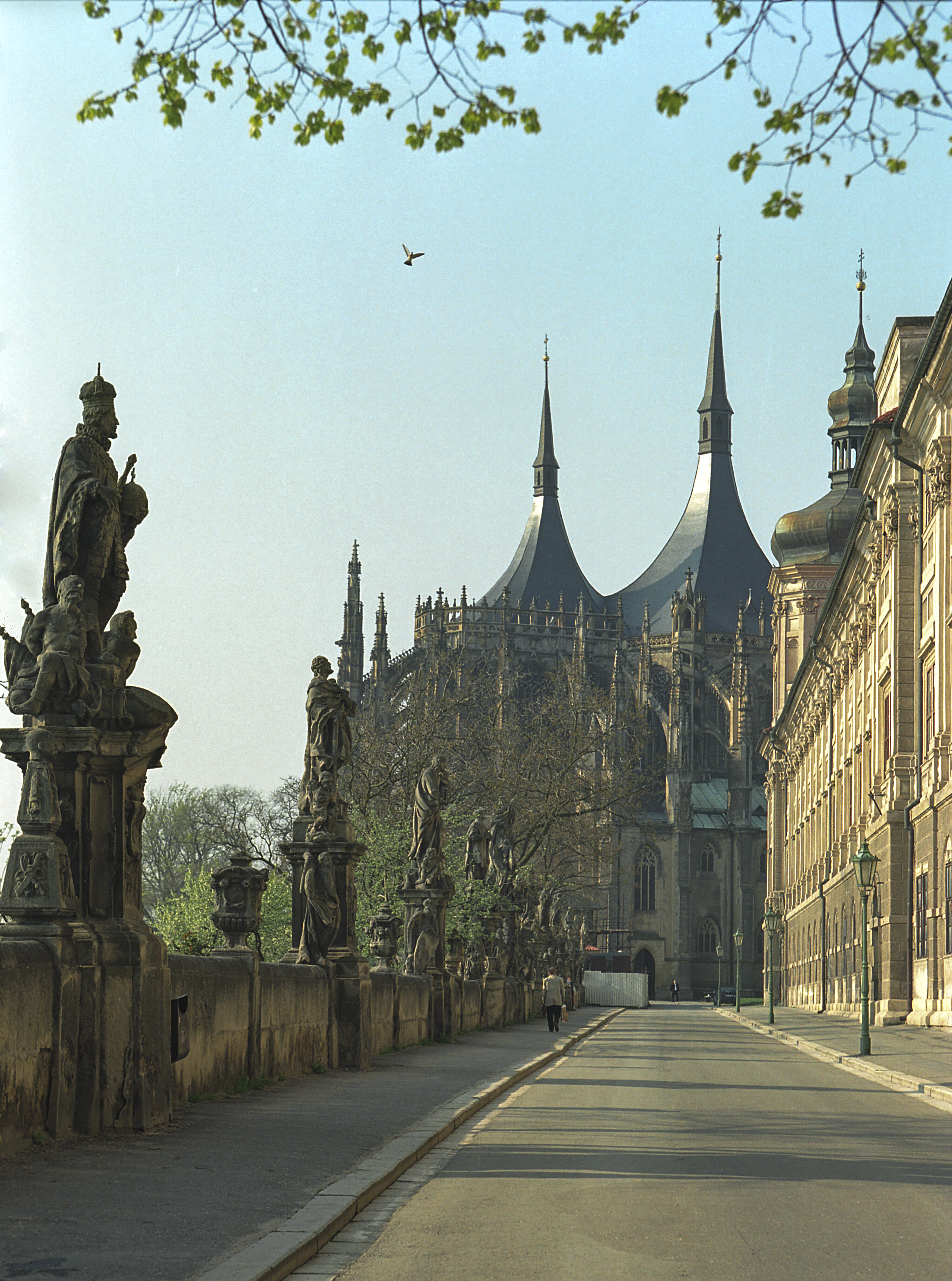
Terasa se sochařskou výzdobou před východním průčelím koleje
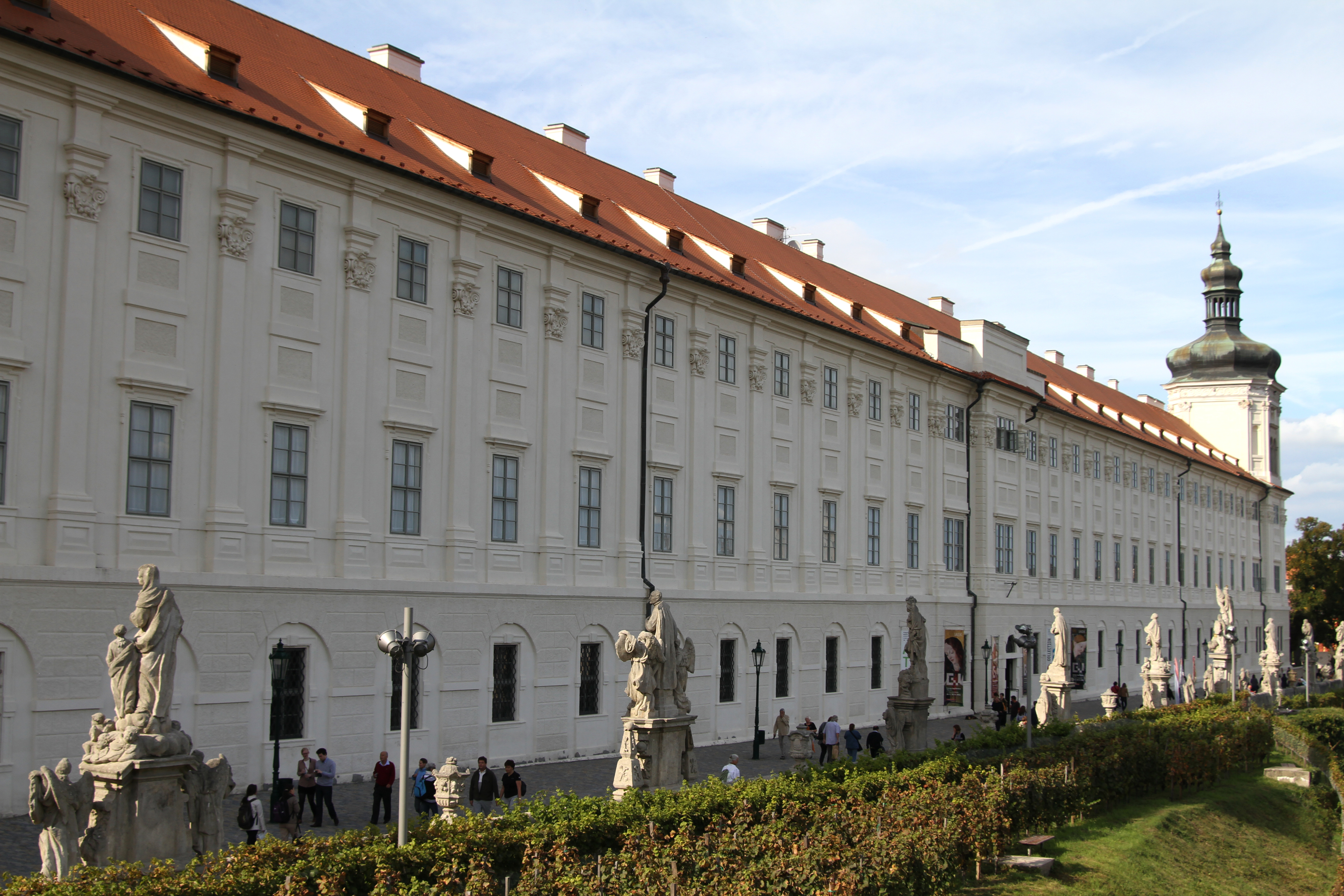
Východní průčelí
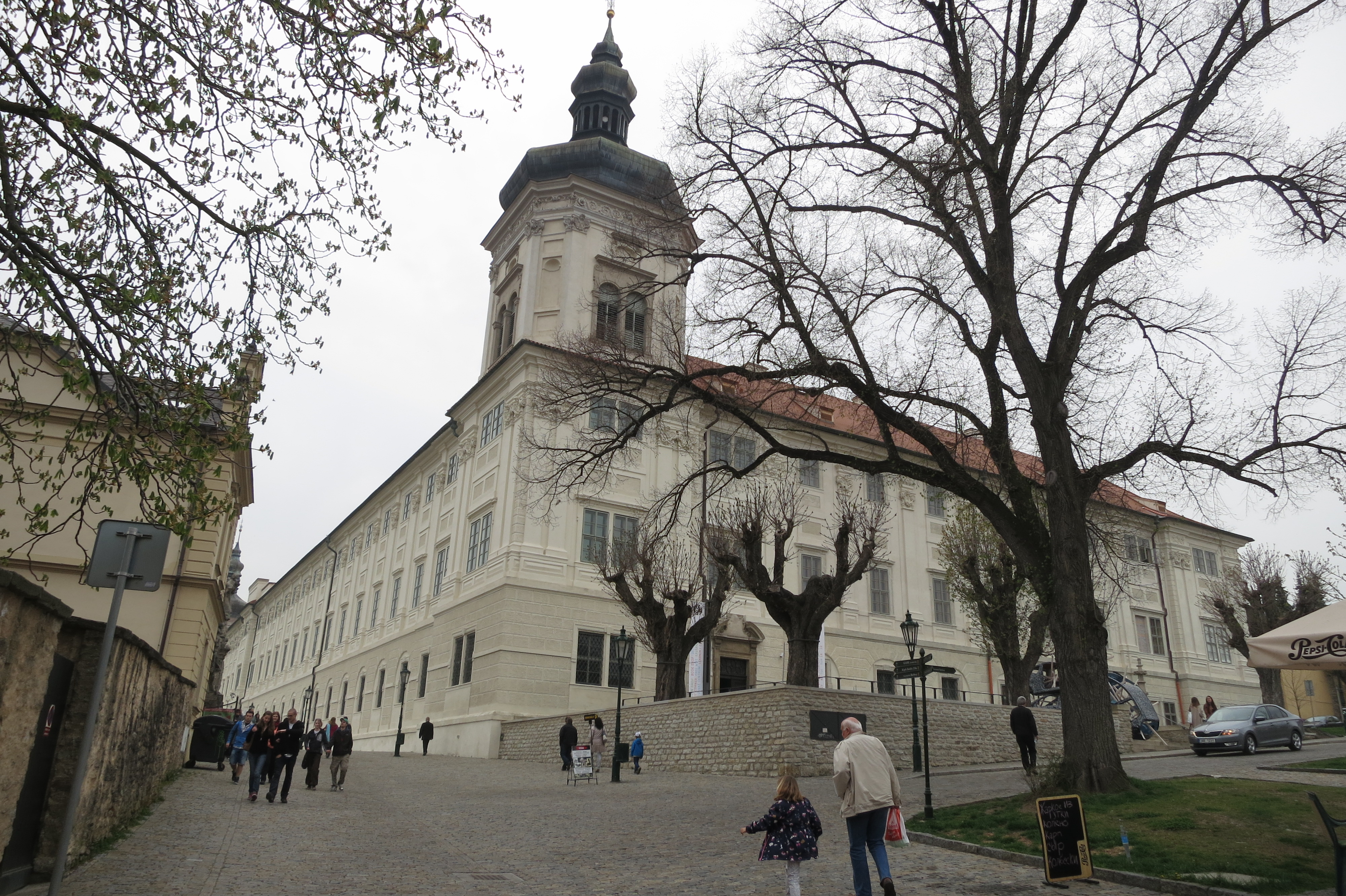
Severní průčelí s nárožní věží
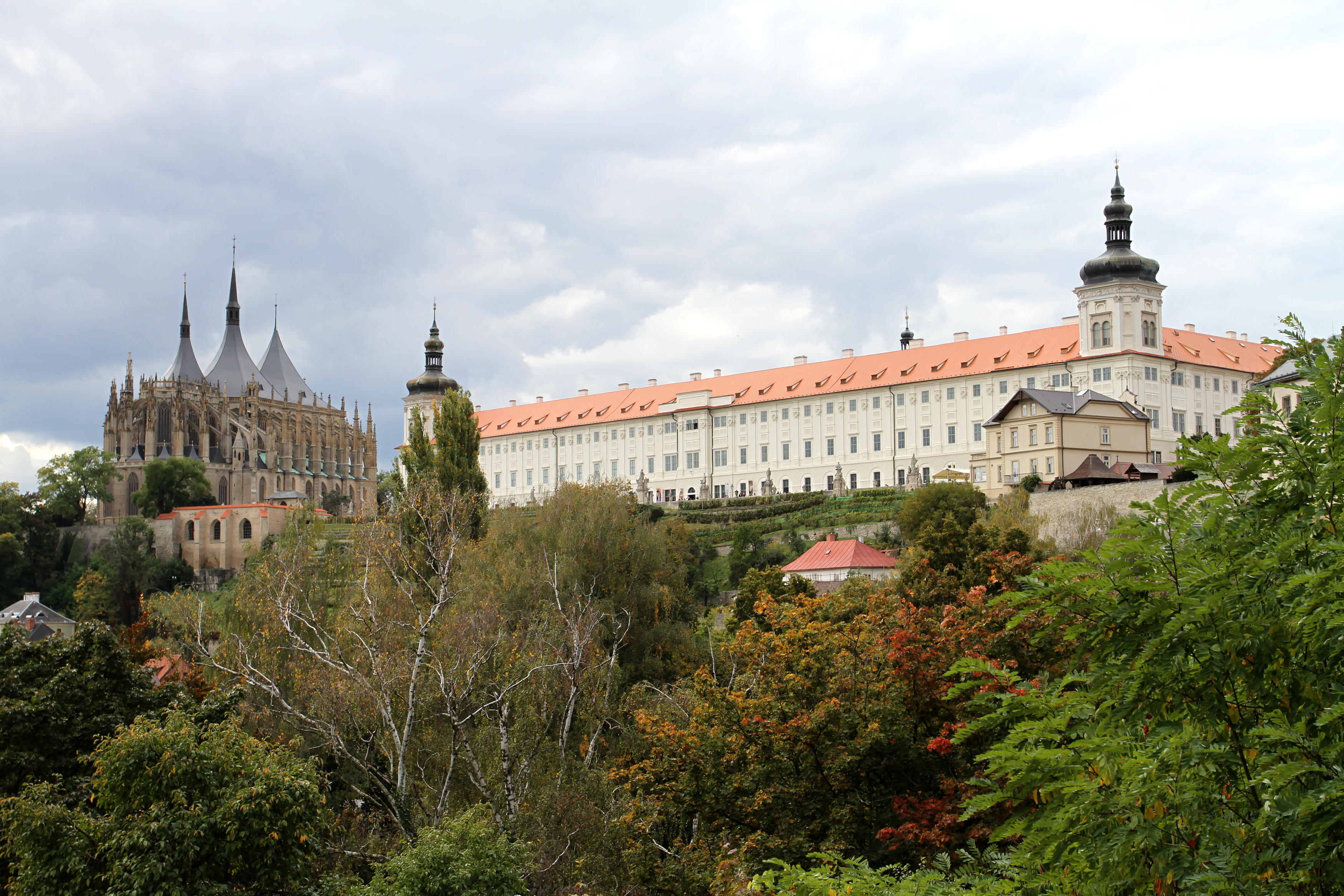
Panorama koleje s kostelem sv. Barbory